# كيري برادي
كيري برادي (بالإنجليزية: Kerry Brady)‏ هو لاعب كرة قدم أمريكية أمريكي، ولد في 27 أغسطس 1963 في فانكوفر في الولايات المتحدة.

## وصلات خارجية
- كيري برادي على موقع مرجع كرة القدم المحترفة.كوم (الإنجليزية)